# Нит
 Тази статия е за крепежния елемент.  За единицата за яркост вижте Кандела на квадратен метър.  
Нит (крепежен елемент) е постоянна връзка за закрепване на детайли. Преди монтажа си нитът представлява гладко цилиндрично тяло с глава в единия край. Краят срещу главата се нарича опашка. При монтажа си нитът се поставя в пробит отвор и на опашката материалът се деформира и оформя под форма на втора глава с размер 1.5 пъти от оригиналния диаметър на опашката. По този начин нитът се фиксира на място. Съединенията с нит се използват при плоски материали (например ламарина, пластмасови части, кожа или груби памучни тъкани). Нитовете се изработват основно от метали и сплави, но и от пластмаса.

## Описание
При занитването в частите, които се свързват, се правят отвори, които имат малко по-голям диаметър от този на нитовете. Нитът се прекарва през тези части и след като излезе от другия край на детайлите, този край се обработва (обикновено с чук) за оформянето на една така наречена затваряща глава. Нитовете имат предимство спрямо съединенията, изпълнени с болтове, че при тази връзка няма нужда от резба. Недостатък е, че това съединение е неразглобяемо. Този недостатък, при някои приложения се явява предимство, като например там, където трябва да се осигури задължително неразглобяемо съединение. Това е например в самолетостроенето.

## Видове нитове

### Монолитни
Най-използвани в миналото са монолитни нитове с полукръгла, кръгла, скрита или полускрита глава, при които се прави затваряща глава от един от тези видове.
Монолитните нитове се използват при необходимост от висока надеждност и сигурност. Типично използване е при самолетите. Модерните летателни апарати се нуждаят от хиляди нитове, за да се монтира основната конструкция. Тези нитове са със закръглена или скрита глава и направени от материали като алуминий и сплавите му, титан и никелови сплави. Стоманени монолитни нитове са използвани за строителството на мостове, сгради, кранове и други. Едно от най-известните места, където масово са използвани, е Айфеловата кула.
Монтирането на тези крепежни елементи изисква достъп до двете страни на нита.

### Полукухи нитове
Полукухите нитове (също и тръбни нитове) са подобни на монолитните нитове, с изключение на това, че имат отвор (на опашката). Причината за изработката на този отвор е да се намали силата за монтиране на нита, чрез развалцоване на тръбната част навън. Силата, необходима за развалцоване на полукухия нит, е 1/4 от силата при монолитен нит. Кухите нитове понякога се предпочитат при въртящи се оси (при необходимост от въртене). Използват се основно стомана, мед, месинг, неръждаема стомана, алуминий, както и покрития като никел, цинк, калай и други. Кухите нитове обикновено се парафинират (покриват с восък) за лек монтаж.

### Слепи нитове
При достъп само до едната страна се използват слепи нитове, известни в България като попнитове (ПОП е търговско наименование от оригиналния производител на тези нитове, подразделение на Stanley Black & Decker). В детайлите, които трябва да се закрепят, се пробива отвор, поставя се нитът и със специален инструмент се изтегля поансона от вътрешната страна на нита. При това изтегляне в края на нита се оформя затваряща глава, която притяга попнита и детайлите. Обикновено тези нитове са отворени. Има и варианти, при които тръбната част на нита е затворена в края.